# Raion de Jēkabpils
El comtat de Jēkabpils ( o raion de Jēkabpils) era un dels comtats en què es divideix Letònia fins al 1999, any en què va deixar d'existir la subdivisió del país en raions. La seva capital era la ciutat de Jēkabpils.